# Imad Baba
Imad Baba (Humble, 15 de março de 1974) é um ex-futebolista profissional estadunidense que atuava como meia.

## Carreira
Imad Baba representou a Seleção Estadunidense de Futebol nas Olimpíadas de 1996, quando atuou em casa.